# Johan Grundtvig
 Der er flere personer med dette navn, se Johan Grundtvig (flertydig).
Johan Diderik Nicolai Blicher Grundtvig (født 14. april 1822 i Præstø, død 25. marts 1907) var en dansk arkivar. Far til Elisabeth Grundtvig.
Johan Blicher Grundtvig var ældste søn af N.F.S. Grundtvig og Lise Blicher. Han blev født i Præstø, blev student 1842, teologisk kandidat 1848. Efter endt eksamen gik han frivilligt med i Treårskrigen og blev samme år sekondløjtnant og 1849 premierløjtnant (udtrådt 1863 af militærtjenesten med titel af kaptajn). 1850 blev han Ridder af Dannebrog. Efter krigen dyrkede han historiske studier, navnlig Danmarks historie i det 16. århundrede.
1860 ansattes Grundtvig ved Indenrigsministeriets arkiv for at iværksætte dets omordning, og året efter beskikkedes han til fuldmægtig i det da oprettede Kongerigets Arkiv, hvilket faktisk og fra 1865 også formelt var det samme som chef for dettes 2. afdeling (Rentekammerafdelingen). Virkelig kontorchef for hele arkivet blev han dog først 1874.
Den omfattende opgave, som påhvilede Grundtvig, blev iværksat med stor kraft og udholdenhed i løbet af 7 år. Han havde også et åbent øje for nødvendigheden af statsarkivernes sammenknytning og fremkaldte en undersøgelse af statens embedsarkiver.
Grundtvig har udgivet Bidrag til Grevefejdens Historie, der optager et helt bind af Danske Magazin (1871), og Meddelelser fra Rentekammerarkivet (5 hæfter, 1872-79); af andre arbejder kan nævnes en biografi af Beringskjold.
På grund af den omordning af arkivvæsenet, der foregik 1882 ved Caspar Frederik Wegeners afgang som Gehejmearkivar, tog Grundtvig sin afsked 1884.
Grundtvig blev 1876 optaget i Det kongelige danske Selskab for Fædrelandets Historie og var 1873-88 medlem af bestyrelsen for den danske historiske Forening.
Grundtvig var 1858-61 medlem af Folketinget for Sorø Amts 4. kreds og 1864-66 for Frederiksborg Amts 2. kreds.
1855 blev han gift med Oline Vilhelmine Christiane Stenersen, datter af professor theol. Stener Joh. Stenersen i Christiania.